# Kotys I.
Kotys I. (altgriechisch Κότυς Kótys; † 360 v. Chr.) war von etwa 383 bis 360 v. Chr. König der Odrysen in Thrakien.

## Leben
Kotys war wahrscheinlich ein Sohn des Odrysenkönigs Seuthes I. Um 383 v. Chr. wurde er als Nachfolger des Hebryzelmis König in Thrakien und regierte laut Harpokration 24 Jahre. Er hatte bereits vor seinem Herrschaftsantritt eine seiner Töchter um 387 v. Chr. mit dem athenischen Söldnerführer Iphikrates verheiratet. Am Anfang seiner Regierungszeit unterhielt er gute Beziehungen zu Athen, so dass ihm diese Stadt sogar ihr Bürgerrecht verlieh. Über seine frühe Herrschaft bis Anfang der 360er v. Chr. sind nur spärliche Informationen überliefert. Jedenfalls gelang ihm mittels seines diplomatischen und militärischen Geschicks die Konsolidierung und Machtsteigerung des Odrysenreichs. Eventuell fand in dieser Phase sein erfolgreicher Kampf gegen den Prätendenten Adamas statt. Wahrscheinlich ist er identisch mit jenem Kotys, dessen Name inschriftlich auf mehreren Gefäßen des im nordwestlichen Bulgarien gefundenen Silberschatzes von Rogozen erscheint. Möglicherweise unterstützte Kotys die Triballer 376 v. Chr. bei ihrem Angriff auf Abdera, das nur durch die Intervention des athenischen Feldherrn Chabrias gerettet wurde.
Im späteren Verlauf seiner Regierung verschlechterte sich Kotys’ Verhältnis zu Athen. Ab etwa 365 v. Chr. bekriegte er Athen in langen, wechselvollen Kämpfen wegen des Erwerbs verschiedener Plätze auf dem  thrakischen Chersones und an der Propontis. 365 v. Chr. attackierte er Sestos, das wahrscheinlich unter der Herrschaft des Philiskos von Abydos, eines Gefolgsmanns des abtrünnigen Satrapen Ariobarzanes von Phrygien, stand. Der spartanische König Agesilaos und der athenische Feldherr Timotheos vermochten aber Kotys zum Rückzug zu bewegen. Daraufhin fielen die Städte Sestos und Krithote an Athen. Vermutlich griff Kotys um dieselbe Zeit auch Perinth an, das eine Allianz mit Athen eingegangen war und Schutz durch von Philiskos gesandte Söldner erhielt. 364 v. Chr. ließ sich der von Athen abgefallene Söldnerführer Charidemos von Kotys anheuern, verließ den Thrakerkönig aber bald wieder, um mit seinen Söldnern in die Dienste der Stadt Olynth zu treten.
362 v. Chr. kam es in dem langwierigen Krieg zu neuen größeren Kampfhandlungen, als Miltokythes sich gegen Kotys erhob und in Hieron Oros seinen Stützpunkt errichtete, wo er auch den Königsschatz beschlagnahmte. Hier erhielt er zunächst von Prokonnesos Hilfe; Kotys hingegen sicherte sich die Unterstützung durch Kyzikos. Im Herbst 362 v. Chr. stellte sich Athen auf die Seite des Miltokythes und sandte ihm eine Flotte zu Hilfe, die aber von Kotys’ Schwiegersohn Iphikrates in einer Seeschlacht besiegt wurde. Miltokythes musste daraufhin im Frühjahr 361 v. Chr. Hieron Oros aufgeben, das unter Kotys’ Kontrolle kam. Trotzdem leistete Miltokythes weiterhin Widerstand. Kotys belagerte nun Sestos. Die athenischen Strategen Autokles, Menon und Timotheos unterstützten Miltokythes gegen Kotys, der dennoch durch den Beistand des Iphikrates die Oberhand behielt und große Teile des Chersones unter seine Herrschaft brachte. Laut dem Redner Demosthenes sollen sich die athenischen Militärführer bestechen haben lassen. Charidemos verdingte sich 360 v. Chr. wieder bei Kotys und belagerte für ihn die einzigen den Athenern am Hellespont verbliebenen Städte Krithote und Elaius. Um etwa dieselbe Zeit mischte sich Kotys auch in die makedonischen Thronstreitigkeiten ein, indem er für den Prätendenten Pausanias Partei ergriff. Im Herbst 360 v. Chr. wurde er während eines in seinem Palast abgehaltenen Festes durch die Brüder Python und Heraklides, zwei aus Ainos stammende ehemalige Studenten Platons, aus persönlicher Rache ermordet. Sein Sohn Kersobleptes wurde neuer thrakischer König. Laut einer Charakteristik, die der antike griechische Geschichtsschreiber Theopompos in einem erhaltenen Fragment gibt, sei Kotys ein energischer, brutaler Herrscher mit barbarischen Sitten gewesen. Es sind einige von ihm geprägte Silber- und Bronzemünzen bekannt.